# Військово-морські сили Туреччини
Військово-морські сили Туреччини (тур. Türk Deniz Kuvvetleri) — один з видів збройних сил Турецької Республіки.
В основному включають в себе військово-морський флот, військово-морську авіацію, морську піхоту, частини та підрозділи спеціального призначення.

## Історія
У 1525 року алжирський флот стараннями Хайр-ад-Дін Барбаросси, османського васала, став ударною і непереможною силою Османської імперії. Командувачем османським флотом в 1533 році став Хайр-ад-Дін Барбаросса. У 1534 році він завоював для свого султана Туніс. В 1536 році Сулейман дуже вдало уклав таємний союз з Франциском I, королем Франції, забезпечивши своєму флоту можливість базуватися в портах Франції. У 1537 році Хайр-ад-Дін почав військові дії на Середземному морі проти християн: пограбував Корфу, атакував Апулію і погрожував Неаполю. У наступному, 1538 році, Венеційська республіка, Іспанія та Папська держава невдало напали на Туреччину, але натрапили на досвідченого і потужного Хайр-ад-Діна. Він спустошив острови Егейського моря, які належали Венеції, і підкорив Занте, Черіго, Егіну, Андрос, Наксос і Парос. Паралельно з діями свого флоту Сулейман I підпорядкував собі Молдовське князівство.

## Організаційний склад
Військово-морські сили Туреччини організаційно включає чотири оперативні командування:
- Командування військово-морського флоту
- Командування Північної військово-морської зони
- Командування Південної військово-морської зони
- Навчальне командування

## Пункти базування
Головний штаб ВМФ розміщується в столиці країни місті Анкара, штаб командувача флотом у ВМБ Ізмір, штаб Південного морського району розташований у місті Анталія.
Основні військово-морські бази на середземноморському узбережжі і в районі проток — Гєльджюк (планується ведення ВМБ в Аксаз), Бююкдере, Чанаккале, Ердек, Фоча, Іскендерун, Карамюрсель і Мерсін. На Чорному морі використовуються ВМБ Синоп і Самсун.

## Техніка і озброєння

### Флот
| Тип                           | Бортовий номер | Найменування         | В складі флоту           | Стан                      | Примітки                                           |
| Підводні човни                | Підводні човни | Підводні човни       | Підводні човни           | Підводні човни            | Підводні човни                                     |
| ----------------------------- | -------------- | -------------------- | ------------------------ | ------------------------- | -------------------------------------------------- |
| Підводні човни типу «Атилай»  | S-347          | TCG «Атилай»         | з 12 березня 1976 року   | Списана 30 листопада 2016 |                                                    |
| Підводні човни типу «Атилай»  | S-348          | TCG «Салдирай»       | з 15 січня 1977 року     | Списана 2014 р.           |                                                    |
| Підводні човни типу «Атилай»  | S-349          | TCG «Батирай»        | з 7 листопада 1978 року  | у строю                   |                                                    |
| Підводні човни типу «Атилай»  | S-350          | TCG «Йолдирай»       | з 20 червня 1981 року    | у строю                   |                                                    |
| Підводні човни типу «Атилай»  | S-351          | TCG «Доанай»         | з 16 листопада 1984 року | у строю                   |                                                    |
| Підводні човни типу «Атилай»  | S-352          | TCG «Долунай»        | з 29 липня 1989 року     | у строю                   |                                                    |
| Підводні човни типу «Превезе» | S-353          | TCG «Превезе»        | з 28 липня 1994 року     | у строю                   |                                                    |
| Підводні човни типу «Превезе» | S-354          | TCG «Сакарья»        | з 23 вересня 1995 року   | у строю                   |                                                    |
| Підводні човни типу «Превезе» | S-355          | TCG «18 Марта»       | з 24 червня 1998 року    | у строю                   |                                                    |
| Підводні човни типу «Превезе» | S-356          | TCG «Анафарталар»    | з 22 липня 1999 року     | у строю                   |                                                    |
| Підводні човни типу «Гюр»     | S-357          | TCG «Гюр»            | з 24 липня 2003 року     | у строю                   |                                                    |
| Підводні човни типу «Гюр»     | S-358          | TCG «Чанаккале»      | з 26 липня 2005 року     | у строю                   |                                                    |
| Підводні човни типу «Гюр»     | S-359          | TCG «Буракреіс»      | з 15 лютого 2006 року    | у строю                   |                                                    |
| Підводні човни типу «Гюр»     | S-360          | TCG «Бірінджі Інєню» | з 22 липня 2007 року     | у строю                   |                                                    |
| Фрегати                       |                |                      |                          |                           |                                                    |
| Фрегати типу «Явуз»           | F-240          | TCG «Явуз»           | з 17 липня 1987 року     | у строю                   | Названий в честь султана Селіма I Явуза            |
| Фрегати типу «Явуз»           | F-241          | TCG «Тургут-реіс»    | з 4 лютого 1988 року     | у строю                   | Названий на честь адмірала Тургут-реіса            |
| Фрегати типу «Явуз»           | F-242          | TCG «Фатіх»          | з 22 липня 1988 року     | у строю                   | Названий на честь султана Мехмеда II Фатіха        |
| Фрегати типу «Явуз»           | F-243          | TCG «Йолдирим»       | з 21 липня 1989 року     | у строю                   | Названий в честь султана Баязида I Йилдирима       |
| Фрегати типу «Барбарос»       | F-244          | TCG «Барбарос»       | з 23 травня 1997 року    | у строю                   | Названий на честь Хайр-ад-Діна Барбаросси          |
| Фрегати типу «Барбарос»       | F-245          | TCG «Арудж-реіс»     | з 23 травня 1997 року    | у строю                   | Названий на честь пірата Аруджа                    |
| Фрегати типу «Барбарос»       | F-246          | TCG «Саліх-реіс»     | з 22 липня 1998 року     | у строю                   | Названий на честь Саліх-реіса                      |
| Фрегати типу «Барбарос»       | F-247          | TCG «Кемал-реіс»     | з 8 червня 2000 року     | у строю                   | Названий на честь адмірала Кемал-реіса (1451—1511) |
| Фрегати типу G                | F-490          | TCG «Gaziantep»      |                          | у строю                   | колишній США USS Clifton Sprague (FFG-16)          |
| Фрегати типу G                | F-491          | TCG «Giresun»        |                          | у строю                   | колишній США USS Antrim (FFG-20)                   |
| Фрегати типу G                | F-492          | TCG «Gemlik»         |                          | у строю                   | колишній США USS Flatley (FFG-21)                  |
| Фрегати типу G                | F-493          | TCG «Gelibolu»       |                          | у строю                   | колишній США USS Reid (FFG-30)                     |
| Фрегати типу G                | F-494          | TCG «Gökçeada»       |                          | у строю                   | колишній США USS Mahlon S. Tisdale (FFG-27)        |
| Фрегати типу G                | F-495          | TCG «Gediz»          |                          | у строю                   | колишній США USS John A. Moore (FFG-19)            |
| Фрегати типу G                | F-496          | TCG «Gökova»         |                          | у строю                   | колишній США USS Samuel Eliot Morison (FFG-13)     |
| Фрегати типу G                | F-497          | TCG «Göksu»          |                          | у строю                   | колишній США USS Estocin (FFG-15)                  |
| Корвети                       |                |                      |                          |                           |                                                    |
| Корвети типу B                | F-500          | TCG «Bozcaada»       |                          | у строю                   | колишній Франція Commandant de Pimodan (F787)      |
| Корвети типу B                | F-501          | TCG «Bodrum»         |                          | у строю                   | колишній Франція Drogou (F783)                     |
| Корвети типу B                | F-502          | TCG «Bandirma»       |                          | у строю                   | колишній Франція Quartier-Maître Anquetil (F786)   |
| Корвети типу B                | F-503          | TCG «Beykoz»         |                          | у строю                   | колишній Франція D'Estienne d'Orves (F781)         |
| Корвети типу B                | F-504          | TCG «Bartin»         |                          | у строю                   | колишній Франція Amyot d'Inville (F782)            |
| Корвети типу B                | F-505          | TCG «Bafra»          |                          | у строю                   | колишній Франція Second-Maître Le Bihan (F788)     |
| Корвети типу «MILGEM»         | F-511          | TCG «Heybeliada»     | з 27 вересня 2011 року   | у строю                   |                                                    |
| Корвети типу «MILGEM»         | F-512          | TCG «Büyükada»       | з вересня 2013 року      | у строю                   |                                                    |
| Патрульні катери              |                |                      |                          |                           |                                                    |
| Патрульні катери типу «Тузла» | P-1200         | TCG «Tuzla»          |                          | у строю                   |                                                    |

### Морська авіація
Дані про техніку і озброєння авіації ВМС Туреччини взяті з сторінок журналу Aviation Week & Space Technology.
| Тип              | Виробництво | Призначення                   | Кількість | Примітки                                                            |        |
| Літаки           | Літаки      | Літаки                        | Літаки    | Літаки                                                              | Літаки |
| ---------------- | ----------- | ----------------------------- | --------- | ------------------------------------------------------------------- | ------ |
| Tusas CN-235M    | Туреччина   | морський патрульний літак     | 6         | Іспанський літак CASA CN-235 по ліцензії виготовляється в Туреччині |        |
| Вертольоти       |             |                               |           |                                                                     |        |
| Agusta AB.204AS  | Італія      | протичовновий вертоліт        | 3         | Американський вертоліт Bell 204 по ліцензії виготовляється в Італії |        |
| Agusta AB.212ASW | Італія      | протичовновий вертоліт        | 12        | Американський вертоліт Bell 212 по ліцензії виготовляється в Італії |        |
| Agusta AB.412EP  | Італія      | пошуково-рятувальний вертоліт | 4         | Американський вертоліт Bell 412 по ліцензії виготовляється в Італії |        |
| Sikorsky S-70B2  | США         | протичовновий вертоліт        | 7         |                                                                     |        |

## Префікс кораблів і суден
Кораблі і судна ВМС Туреччини мають префікс TCG (тур. Türkiye Cumhuriyeti Gemisi — Корабель Турецької Республіки).

## Прапори кораблів і суден
| Прапор | Гюйс | Вимпел бойових кораблів |
| ------ | ---- | ----------------------- |
|        |      |                         |